# Estação Jardim Aeroporto (CBTU)
A Estação Jardim Aeroporto é uma estação ferroviária integrante da Linha Sul do Sistema de Trens Urbanos de Natal, administrada pela Companhia Brasileira de Trens Urbanos (CBTU).
Está localizada na rua Sebastião Rodrigues, bairro Emaús, no município de Parnamirim, Estado do Rio Grande do Norte, Brasil. Situa-se entre as estações Cidade Satélite (Futura Planalto) e Parnamirim.